# 油橄欖
油橄榄（学名：Olea europaea），又稱木犀欖，古称齐墩、阿列布，是一种木樨科木樨榄属常绿乔木，果实主要用于榨製橄欖油。《圣经》故事中曾用它的树枝作为大地复苏的标志，后来西方国家把它用作和平象征。本种原产于东地中海盆地的沿海地区（临近的东南欧、西亚和北非沿海地区），以及里海南岸的伊朗北部地区。它的果实，也叫做橄榄，它是地中海地区一种主要的农作物，用来生产橄榄油。木樨科的植物种类还包括丁香、茉莉、连翘属植物和白蜡树属植物。很多语言中的「oil」（油）这个词最早就是源于这种树和它的果实的名称Oliva。

## 名字
英文名称来源于拉丁语的,该词又是从希腊语的elaia这个词转变而来，而elaia该词最早源于迈锡尼希腊语的e-ra-wa("elaiva")。很多语言中的"oil"(油)这个词最早就是源于这种树和它的果实的名称。橄榄的异称“阿列布”是该词的音译。
其汉语异称“齐墩果”是波斯语‎或阿拉伯语‎的译音。该词常用于汉语中诸如“齐墩果烷”等化学名词的译名。
该词来自阿拉伯语‎（油），这个词为西班牙语、葡萄牙语等所吸收，如西班牙語：（油）、葡萄牙語：（油）等。
另外，泉州在中世纪常被外国人（最早为穆斯林商人）称为Zayton、Zaitun等，从该地销往世界各地的绸缎因此被称为。马可波罗在他的书中也将泉州称为Zayton城。至于穆斯林商人为何要以“橄榄”之名称呼泉州，有数种说法，一种认为该港是橄榄的贸易港，还有一种认为因为橄榄象征和平（如橄榄枝），商人因为该港为文化交流繁盛之地而称。

## 历史
在黎凡特地区人们发现了距今5000至6000年食用橄榄植物的考古证据。在公元前3000年，橄榄就在克里特岛商业化生长，它们可能是米诺斯文明财富的源泉。
据估计，目前世界上有8.65亿棵橄榄树（截至2005年），其中绝大多数是在地中海国家。

## 形态
橄欖樹屬於常绿乔木或灌木，长得矮而繁密，高度很少有超过8-15米（26-49英尺）的，有23對染色體。鲜绿的叶子对生，呈椭圆形，长为4-10厘米（1.6-3.9英寸），宽1-3厘米（0.39-1.2英寸）。主干具有鲜明的多节和缠绕生长的特点。
它的花微小，呈白色，有着10处裂口的花萼与花冠，2个雄蕊和两裂的柱头，通常在最新生长出来的枝干上开放，以总状花序的方式排列在叶子的叶腋上。橄榄树的果实是一种小的核果，有1-2.5厘米（0.39-0.98英寸）长，野外生长的比果园培植的果肉更少，体积更小。
橄榄在其色泽由绿色变为紫色这一过程中收获。罐装的黑橄榄可能含有化学成分（通常是硫酸亚铁），它可使橄榄人为的变黑。

## 分布

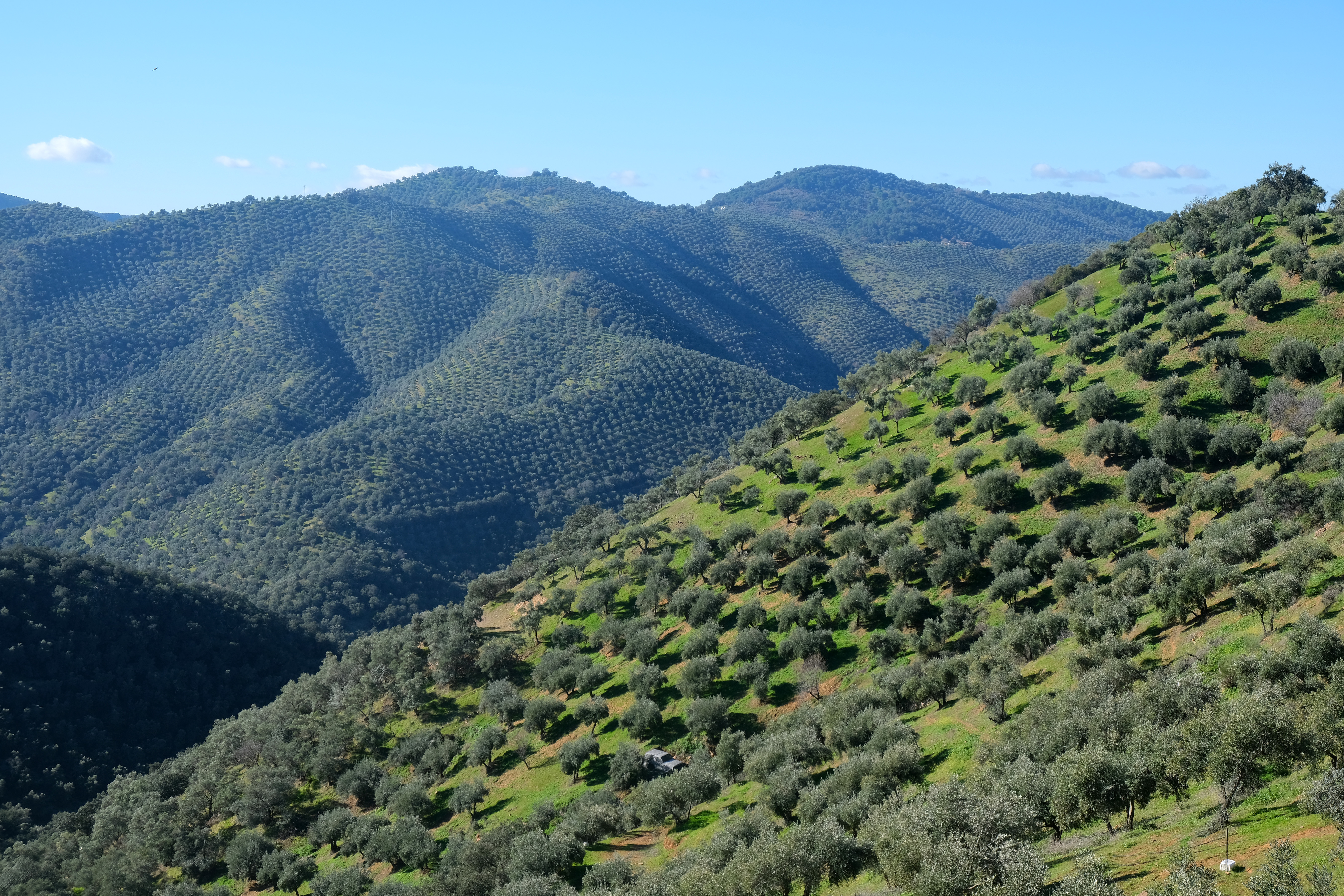
西班牙安達盧西亞一橄欖園

原产于地中海、亚洲和非洲。現主要栽種於地中海式气候地區，包括南非、智利、秘魯、巴基斯坦、澳大利亞、美國奧勒岡州以及加利福尼亞州等。

## 世界各主要橄榄生产国产量
| 排名 | 国家/地区  | 产量 (吨)  | 种植面积 (公顷) | 产量 (100公斤/公顷) |
| ---- | ---------- | ---------- | --------------- | ------------------- |
| —    | 世界       | 17,317,089 | 8,597,064       | 20.1                |
| 1    | 西班牙     | 6,222,100  | 2,400,000       | 25.7                |
| 2    | 義大利     | 3,429,771  | 1,140,685       | 27.6                |
| 3    | 希腊       | 2,444,230  | 765,000         | 31.4                |
| 4    | 土耳其     | 1,075,854  | 594,000         | 30.3                |
| 5    | 突尼西亞   | 998,000    | 1,500,000       | 3.3                 |
| 6    | 摩洛哥     | 659,100    | 550,000         | 8.5                 |
| 7    | 叙利亚     | 495,310    | 498,981         | 20.0                |
| 8    | 埃及       | 318,000    | 49,888          | 63.8                |
| 9    | 阿尔及利亚 | 208,952    | 178,000         | 16.9                |
| 10   | 葡萄牙     | 280,000    | 430,000         | 6.5                 |
| 11   | 黎巴嫩     | 76,200     | 250,000         | 6.5                 |